# Siebenrockiella
Siebenrockiella es un género de tortugas de la familia Geoemydidae. Las especies de este género se distribuyen por el sudeste de Asia.

## Especies
Se reconocen las siguientes dos especies:
- Siebenrockiella crassicollis (Gray, 1830)
- Siebenrockiella leytensis (Taylor, 1920)